# Volkswagen Bora
Volkswagen Bora (укр. Фольксваген Бора) — седан компактного класу, що випускався концерном Volkswagen з 1998 по 2005 рр. і прийшов на зміну моделі Volkswagen Vento.

## Історія моделі

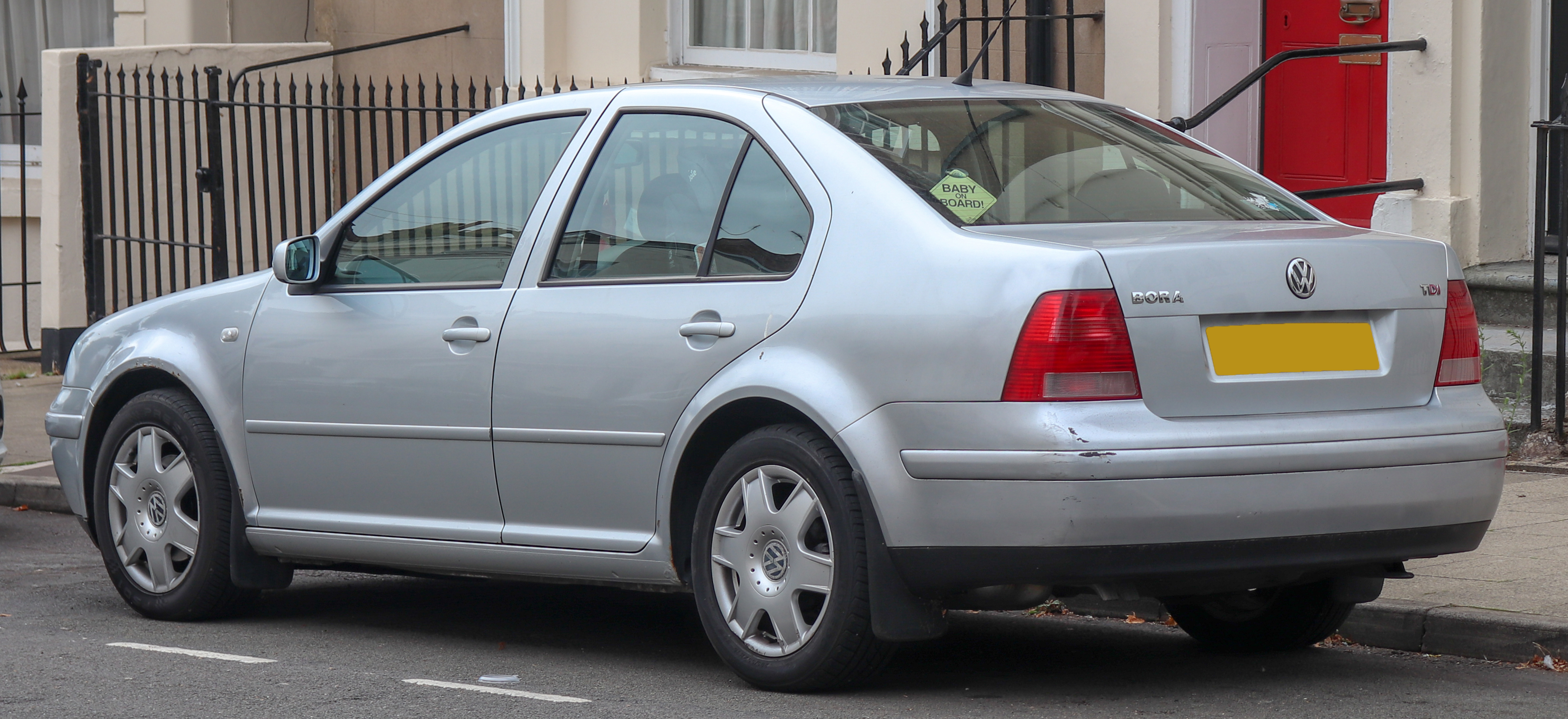
Volkswagen Bora (1998—2005)

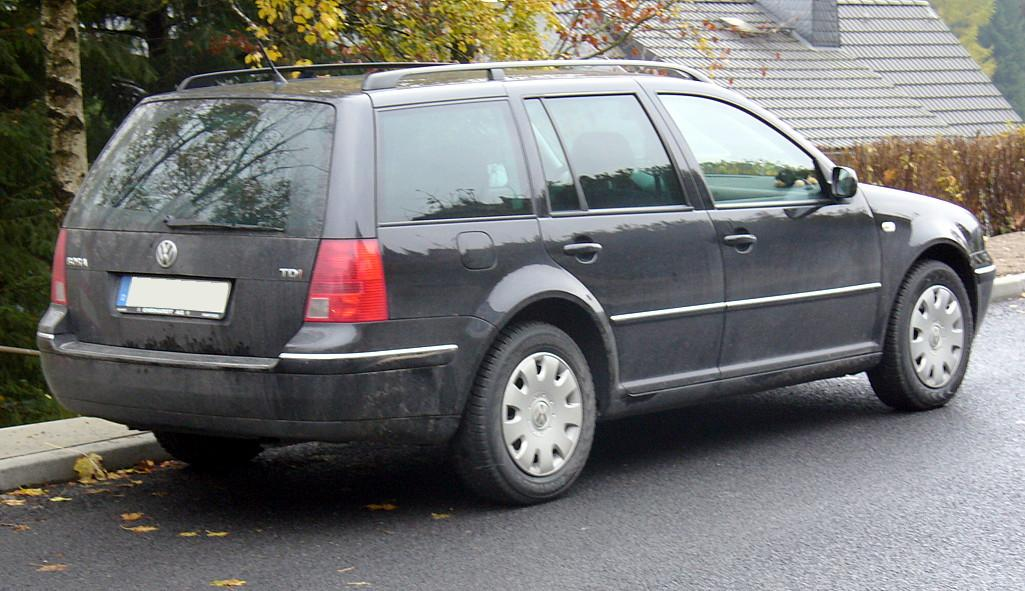
Volkswagen Bora Variant (1999—2004)

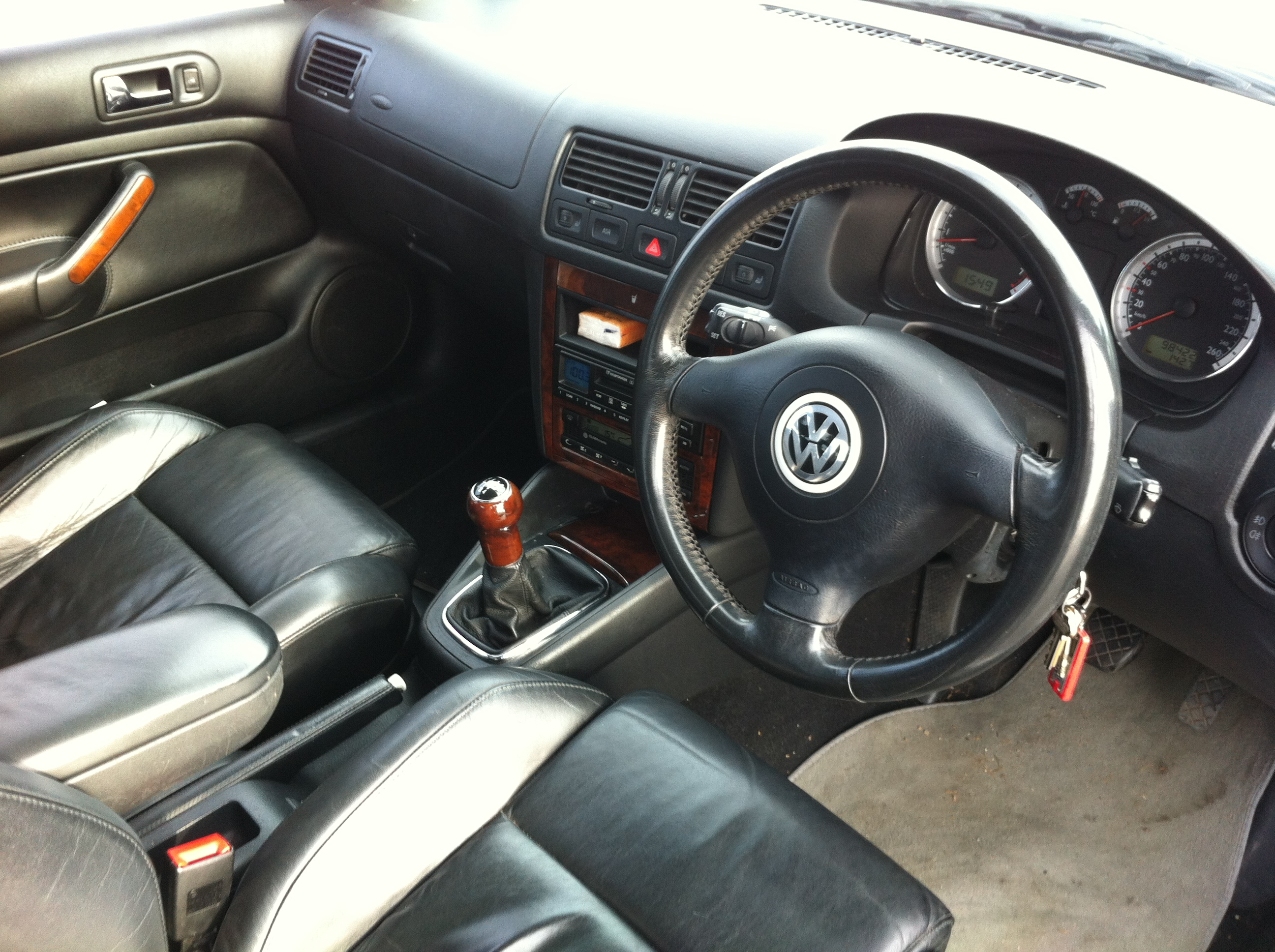
Салон

Дебют седана Volkswagen Bora (A4, Typ 1J) відбувся весною 1998 року. Назва автомобіля в перекладі з італійської означає «холодний вітер, що дме взимку з материка на Адріатику». Модель починає випускатися з 1999 року. На ринку США автомобіль називався Volkswagen Jetta IV.
В 1999 році представлений універсал під назвою Variant.
У 2004 році припинили виробництво Volkswagen Bora Variant.
У 2005 році в Європі припинили виробництво седанів Volkswagen Bora прийшла Jetta V. Але в інших країнах цю модель продовжують виготовляти під назвою Volkswagen Jetta IV.

## Опис моделі
Автомобіль побудований на платформі Golf IV, але зовні мало нагадує знайомі хетчбеки Golf елементи нового оформлення передньої частини. Volkswagen Bora переріс хетчбеки Golf на 230 мм: довжина 5-місного авто — 4380 мм. На 220 мм подовжений задній звис, що дозволило збільшити корисний об'єм багажника до 455 л. Значні зміни моделі відбулися не тільки в задній, але й передній частині автомобіля, наприклад, фари, капот, крила, облицювання радіатора, не кажучи вже про бампери. Дизайн Bora відрізняється строгістю. Довгочасне збереження автомобіля забезпечує цільнооцинкований кузов. Термін гарантії від наскрізної корозії — 12 років.
Седани, призначені для європейського ринку, можуть оснащуватися сімома варіантами двигунів: п'ятьма бензиновими і двома турбодизелями. Турбодизелі мають однаковий об'єм — 1,9 л., але різний тиск надуву і, відповідно, потужність: 90 і 115 к.с.
Гамма бензинових двигунів включає в себе:
— 1,6 л потужність 100 к.с.
— 2,0 л потужність 115 к.с.
— 1,8 л потужність 125 к.с.
— 2,3 л потужність 150 к.с. (VR5)
— 2,8 л потужність 204 к.с. (VR6)
Крім базової моделі, пропонуються три виконання, в яких Bora виглядає ще більш комфортно й привабливо: Comfortline, Highline і Trendline.
Bora Trendline — варіант у спортивному стилі. Його головними відмінностями є легкосплавні колеса Avus і спортивні передні сидіння, регульовані за висотою.
Bora Comfortline — автомобіль підвищеної комфортабельності. У спинках передніх сидінь ставляться регульовані поперекові опори, що знижують стомлюваність у далекій дорозі. Електричні склопідйомники. Зовнішні дзеркала — з обігрівом і синхронізованим електроприводом регулювань. Обід рульового колеса і рукоятки важелів обшиті шкірою. З технічних вишукувань пропонується датчик дощу.
Bora Highline — варіант для самих претензійних покупців. Зовні автомобіль відрізняють легкосплавні колеса Le Castellet, низькопрофільні шини 205-ї розмірності, протитуманні фари і вставки з цінних порід деревини в обробці рукояток дверей та середній консолі. У внутрішній обробці салону варто виділити бортовий комп'ютер, радіоуправління центральним замком, охоронна сигналізація, електричний люк.
Велике значення приділяється активної безпеки. Тому, наприклад, при екстреному гальмуванні зберегти керованість автомобіля допомагає АБС з функцією електронного розподільника гальмівних сил. Крім того, в комплектації майже з будь-яким з пропонованих двигунів за бажанням покупця ставиться автоматика курсової стійкості. Датчики цієї системи безперервно стежать за поведінкою автомобіля на дорозі. Якщо Bora потрапить в критичну ситуацію, зумовлену надмірною або недостатньою повороткість, автоматика пригальмує відповідні колеса. Це запобіжить занесення переднього або заднього моста і забезпечить курсову стійкість автомобіля.
У комплектацію базової моделі входять: гідропідсилювач керма, рульова колонка з регулюваннями вильоту і нахилу, тоноване теплозахисне скління, водійське сидіння з регулюванням висоти, центральний замок.
Каркас кузова додатково посилений в найважливіших місцях. При аварії основна частка енергії удару поглинається поздовжніми брусами каркаса, а салон залишається майже цілим. Серійно ставилися також дві передні надувні подушки та піротехнічні аварійні натягувачі передніх ременів безпеки.
На відкидній спинці заднього сидіння з'явився додатковий захід безпеки, замки спинки замикаються ключем, щоб на стоянці злодії не змогли, розбивши скло, проникнути в багажник з салону. А зовні кришка багажного відсіку відмикається за допомогою електрозамка — не механічною клавішею, а натисканням кнопки, захованої від бруду під гумовою прокладкою.
Крім передньопривідних випускалися і повнопривідні версії, які мали позначення 4Motion. Повний привід поліпшує керованість автомобіля на мокрій і слизькій та засніженій дорозі.
Опцій запропоновано теж чимало. До переліку найбажаніших належать: триточкові задні ремені безпеки, бампери, пофарбовані у колір кузова, CD-чейнджер, клімат-контроль, передні протитуманні вогні, функція підігріву сидінь, шкіряна обшивка сидінь, сенсори паркування, повнорозмірне запасне колесо, спортивні сидіння та протибуксувальна система. 

## Двигуни
| Бензинові      | Бензинові         | Бензинові | Бензинові                      | Бензинові                  | Бензинові                         | Бензинові | Бензинові        | Бензинові |
| Модель         | Циліндри/ Клапани | Об'єм     | Потужність                     | Крутний момент             | Код двигуна                       | Vмак      | Роки виробництва |           |
| -------------- | ----------------- | --------- | ------------------------------ | -------------------------- | --------------------------------- | --------- | ---------------- | --------- |
| 1.4            | 4/16              | 1390 см³  | 55 kW (75 PS) bei 5000 min−1   | 126 Nm bei 3300 min−1      | AHW / AXP / AKQ / APE / AUA / BCA | 171 km/h  | 10/1998–05/2005  |           |
| 1.6            | 4/8               | 1595 см³  | 74 kW (100 PS) bei 5600 min−1  | 145 Nm bei 3800 min−1      | AEH / AKL / APF                   | 188 km/h  | 09/1998–09/2000  |           |
| 1.6            | 4/16              | 1598 см³  | 77 kW (105 PS) bei 5700 min−1  | 148 Nm bei 4500 min−1      | AUS / AZD / ATN / BCB             | 192 km/h  | 11/1999–05/2005  |           |
| 1.6 Automatik  | 4/8               | 1595 см³  | 75 kW (102 PS) bei 5600 min−1  | 148 Nm bei 3800 min−1      | AVU / BFQ                         | 185 km/h  | 09/2000–05/2005  |           |
| 1.6 FSI        | 4/16              | 1598 см³  | 81 kW (110 PS) bei 5800 min−1  | 155 Nm bei 4400 min−1      | BAD                               | 194 km/h  | 08/2001–05/2005  |           |
| 1.8 4Motion    | 4/20              | 1781 см³  | 92 kW (125 PS) bei 6000 min−1  | 170 Nm bei 4200 min−1      | AGN                               | 198 km/h  | 02/1999–10/2000  |           |
| 1.8 T          | 4/20              | 1781 см³  | 110 kW (150 PS) bei 5700 min−1 | 210 Nm bei 1750–4600 min−1 | AGU / ARZ / ARX / AUM             | 216 km/h  | 05/2000–05/2005  |           |
| 1.8 T          | 4/20              | 1781 см³  | 132 kW (180 PS) bei 5500 min−1 | 235 Nm bei 1950–5000 min−1 | AUQ                               | 228 km/h  | 05/2002–05/2005  |           |
| 2.0            | 4/8               | 1984 см³  | 85 kW (115 PS) bei 5200 min−1  | 170 Nm bei 2400 min−1      | APK / AQY                         | 195 km/h  | 09/1998–07/2001  |           |
| 2.0            | 4/8               | 1984 см³  | 85 kW (115 PS) bei 5400 min−1  | 172 Nm bei 3200 min−1      | AZJ / AZH                         | 195 km/h  | 08/2001–05/2005  |           |
| 2.3 V5         | 5/10              | 2324 см³  | 110 kW (150 PS) bei 6000 min−1 | 205 Nm bei 3200 min−1      | AGZ                               | 216 km/h  | 09/1998–02/2001  |           |
| 2.3 V5         | 5/20              | 2324 см³  | 125 kW (170 PS) bei 6200 min−1 | 225 Nm bei 3200 min−1      | AQN                               | 224 km/h  | 09/2000–05/2005  |           |
| 2.8 V6 4Motion | 6/24              | 2792 см³  | 150 kW (204 PS) bei 6200 min−1 | 270 Nm bei 3200 min−1      | AQP / AUE / BDE                   | 245 km/h  | 05/1999–05/2003  |           |
| 1.             |                   |           |                                |                            |                                   |           |                  |           |
| Дизельні       |                   |           |                                |                            |                                   |           |                  |           |
| Модель         | Циліндри/ Клапани | Об'єм     | Потужність                     | Крутний момент             | Код двигуна                       | Vмак      | Роки виробництва |           |
| 1.9 SDI        | 4/8               | 1896 см³  | 50 kW (68 PS) bei 4200 min−1   | 133 Nm bei 2200—2600 min−1 | AGP / AQM                         | 160 km/h  | 11/1998–05/2005  |           |
| 1.9 TDI (VEP)  | 4/8               | 1896 см³  | 66 kW (90 PS) bei 3750 min−1   | 210 Nm bei 1900 min−1      | AGR / ALH                         | 180 km/h  | 09/1998–05/2005  |           |
| 1.9 TDI (VEP)  | 4/8               | 1896 см³  | 81 kW (110 PS) bei 4150 min−1  | 235 Nm bei 1900 min−1      | AHF / ASV                         | 193 km/h  | 09/1998–05/2005  |           |
| 1.9 TDI (PD)   | 4/8               | 1896 см³  | 74 kW (100 PS) bei 4000 min−1  | 240 Nm bei 1800—2400 min−1 | ATD / AXR                         | 188 km/h  | 05/2000–05/2005  |           |
| 1.9 TDI (PD)   | 4/8               | 1896 см³  | 85 kW (115 PS) bei 4000 min−1  | 285 Nm bei 1900 min−1      | AJM                               | 195 km/h  | 11/1998–07/2001  |           |
| 1.9 TDI (PD)   | 4/8               | 1896 см³  | 85 kW (115 PS) bei 4000 min−1  | 310 Nm bei 1900 min−1      | AUY                               | 195 km/h  | 05/2000–07/2001  |           |
| 1.9 TDI (PD)   | 4/8               | 1896 см³  | 96 kW (130 PS) bei 4000 min−1  | 310 Nm bei 1900 min−1      | ASZ                               | 205 km/h  | 04/2001–05/2005  |           |
| 1.9 TDI (PD)   | 4/8               | 1896 см³  | 110 kW (150 PS) bei 4000 min−1 | 320 Nm bei 1900 min−1      | ARL                               | 216 km/h  | 09/2000–05/2005  |           |
| 1.             |                   |           |                                |                            |                                   |           |                  |           |

## Китайський ринок

### Перше покоління (1J; 2001—2011)

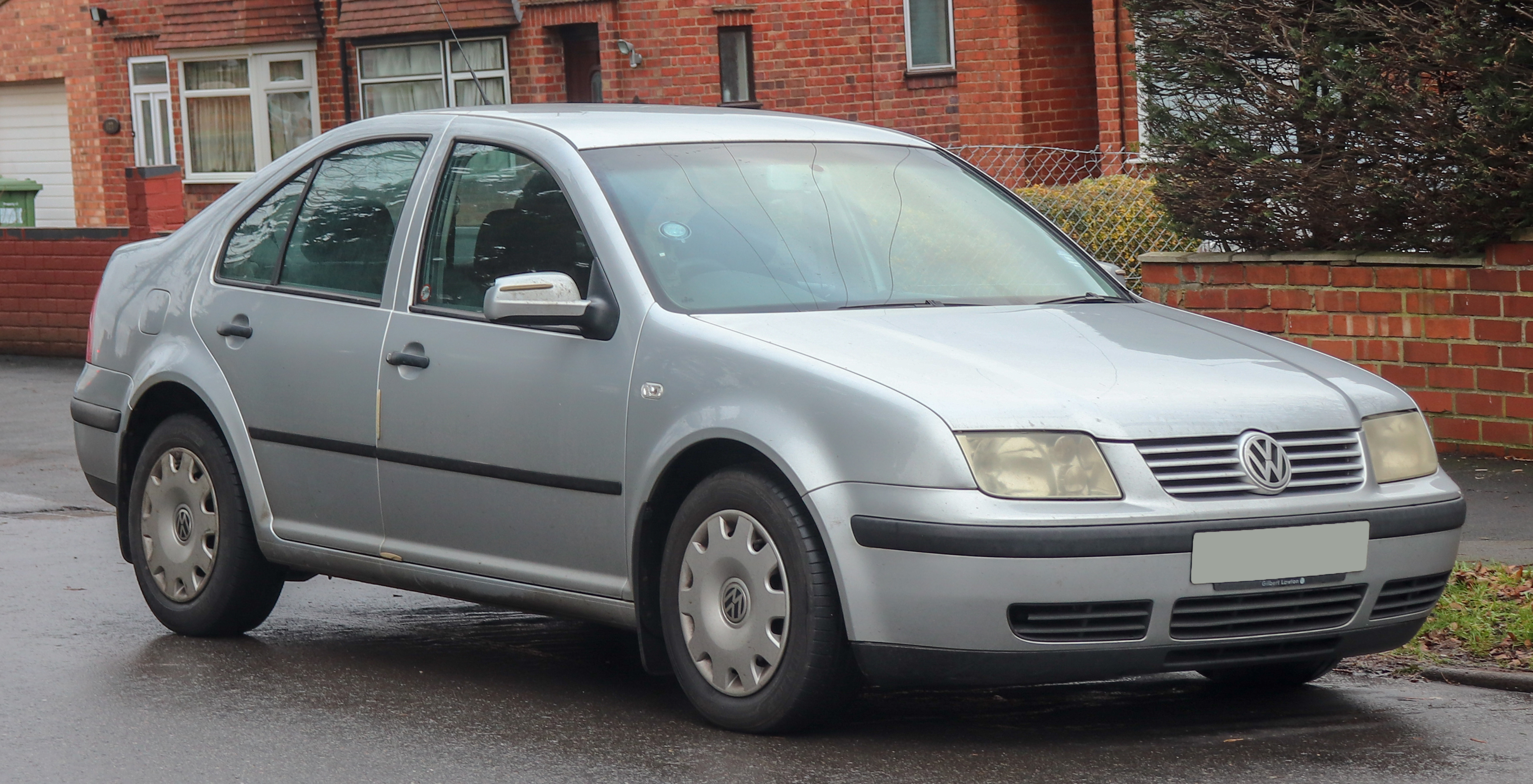
Volkswagen Bora (2001—2006)

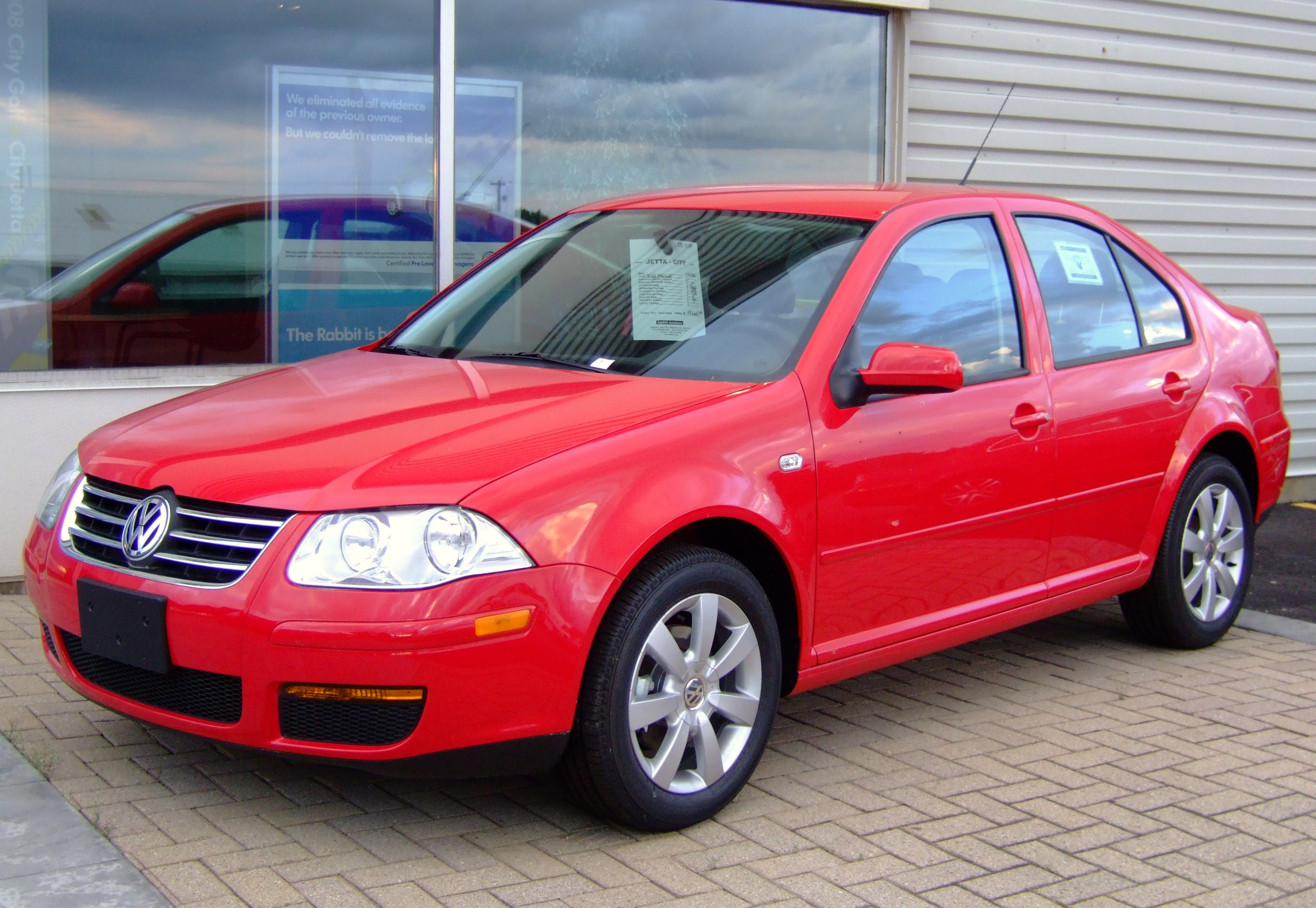
Volkswagen Jetta IV (2008—2011)

Volkswagen Bora для китайського ринку продається компанією FAW-Volkswagen з 2001 року. Спочатку він був створений як четверте покоління Volkswagen Jetta в Північній Америці та Volkswagen Bora в інших частинах світу.
Влітку 2006 року Bora в Китаї отримав оновлений зовнішній вигляд, схожий на Passat B5.5. Модель, доступна в Мексиці, Канаді, Бразилії та Аргентині з 2008 року, також була оновлена з тим самим дизайном, що був у Китаї. Існує також сильно модифікована Jetta під назвою Volkswagen Lavida для китайського ринку, розроблена SAIC-Volkswagen на тій же платформі.

### Друге покоління (2008—2015)

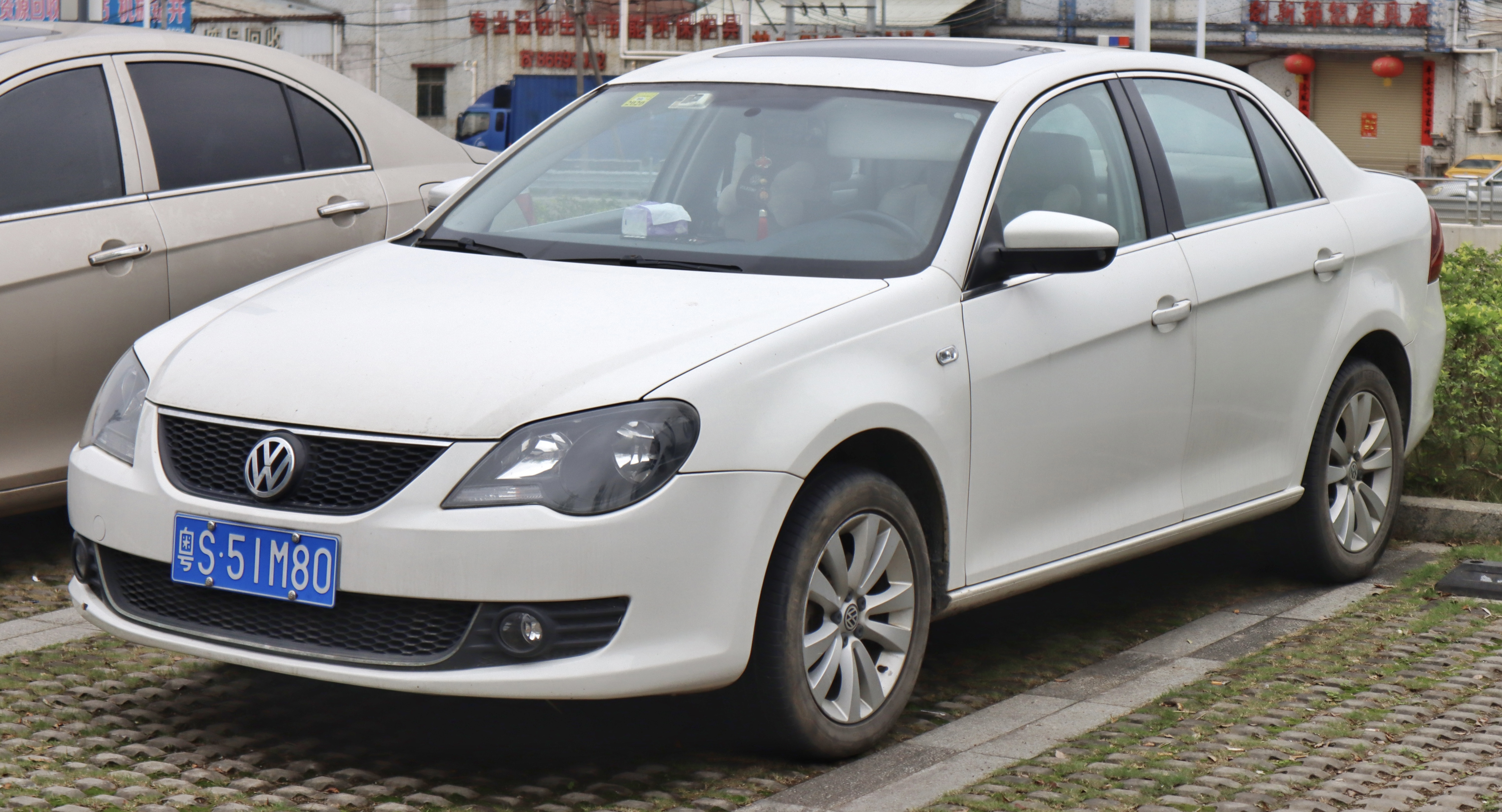
Volkswagen Bora II (2008—2012)

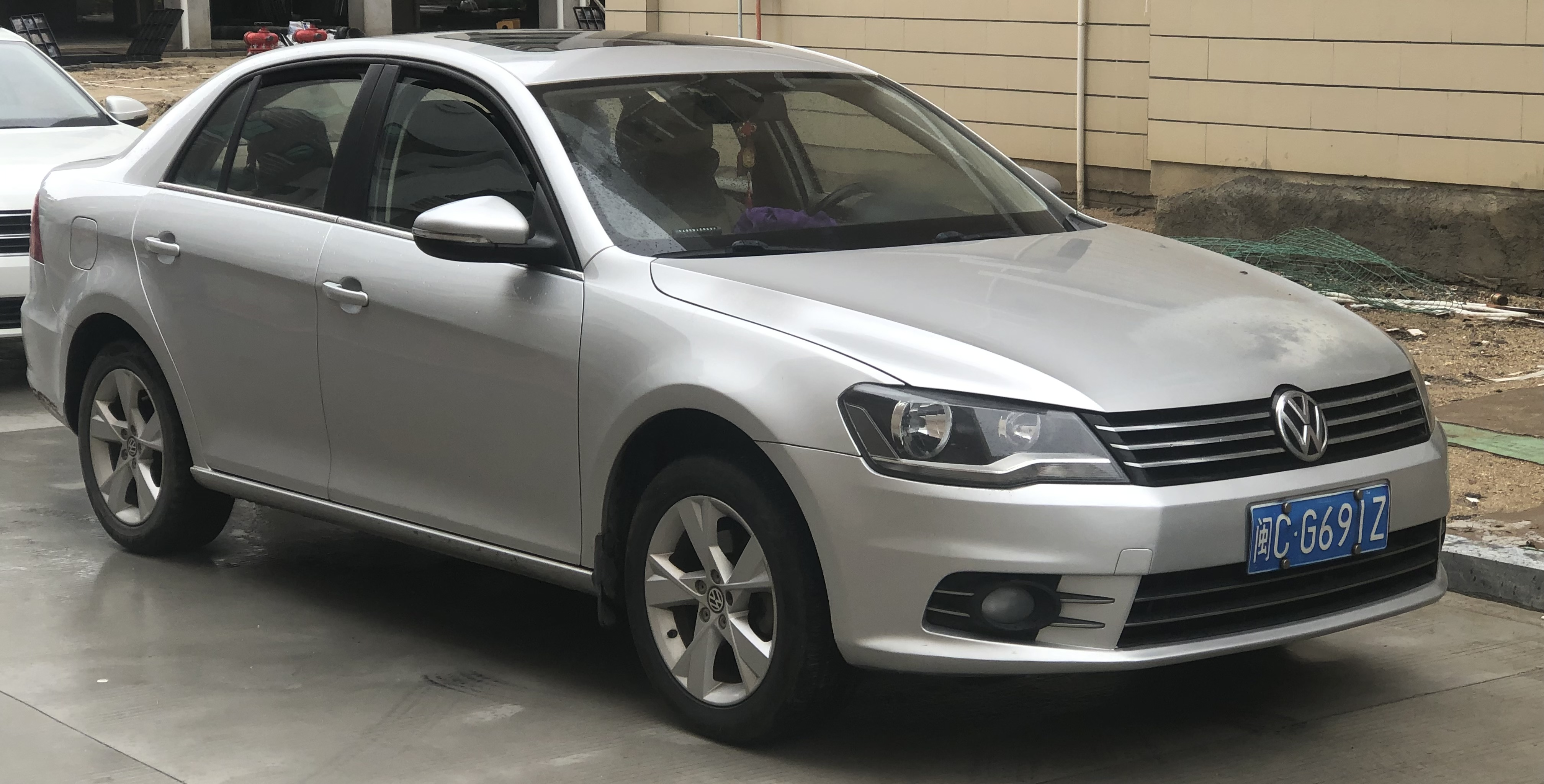
Volkswagen Bora II (2012—2015)

У 2008 році Bora була повністю оновлена, продаючись як New Bora або Bora II, а з 2010 року — лише як Bora. Ця нова модель була розроблена FAW-Volkswagen і все ще базується на тій же платформі, що і Volkswagen Golf 4, але використовує деякі компоненти з нової платформи PQ35. Варіанти двигунів для другого покоління Bora: 1,4-літровий двигун TSI потужністю 131 к.с., 2,0-літровий двигун потужністю 120 к.с. і 1,6-літровий двигун потужністю 100/104 к.с.
Модель вперше була представлений на Міжнародному Пекінському автосалоні в квітні 2008 році.
У грудні 2012 року Bora пройшов рестайлінг, і був створений більш спортивний і преміальний рівень комплектації під назвою Volkswagen Bora Sportline.

#### Двигуни
| Двигун | Тип двигуна | Об'єм    | Потужність                       | Крутний момент        | Роки випуску |
| ------ | ----------- | -------- | -------------------------------- | --------------------- | ------------ |
| 1.6    | Р4 DOHC 16V | 1598 см3 | 105 к.с. (77 кВт) при 5250 об/хв | 155 Нм при 3750 об/хв | з 2008       |
| 2.0    | Р4 SOHC 8V  | 1984 см3 | 120 к.с. (88 кВт) при 5000 об/хв | 180 Нм при 3750 об/хв | з 2008       |

### Третє покоління (з 2016)

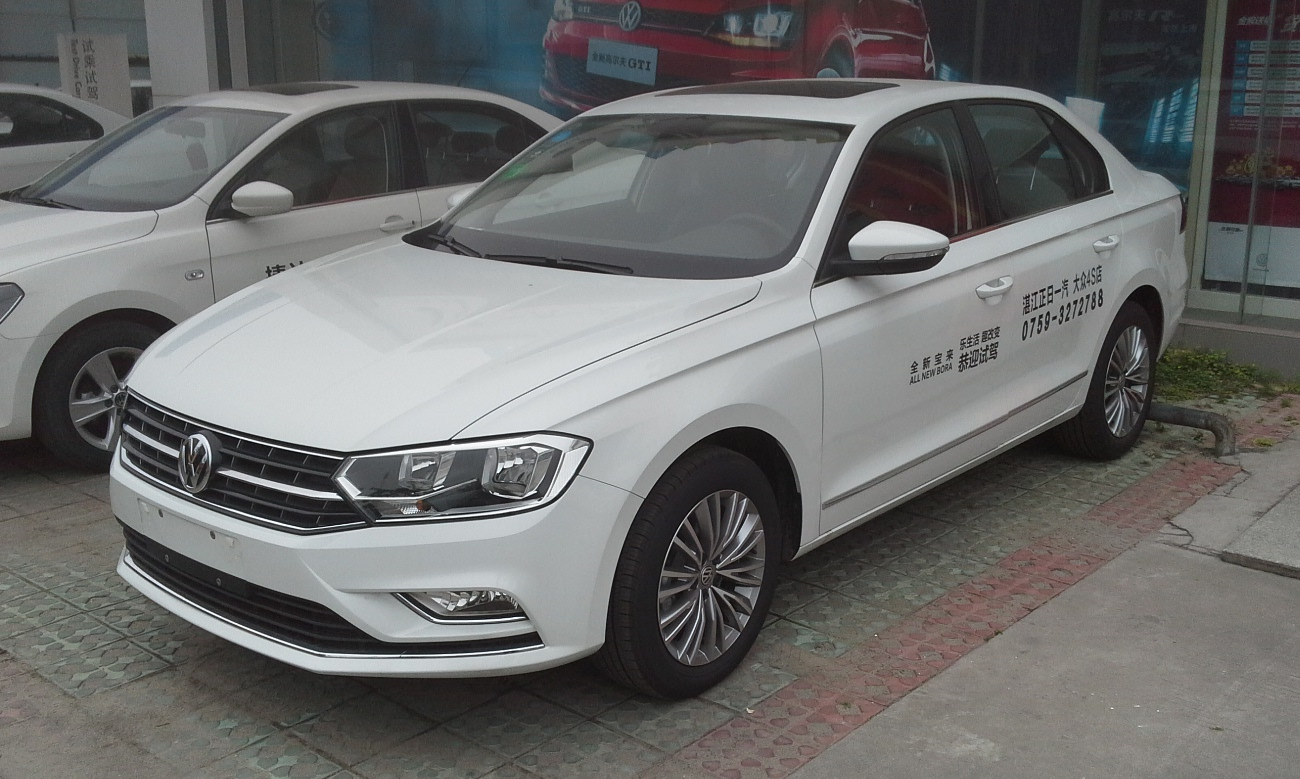
Volkswagen Bora III (з 2016)

У березні 2016 року модель отримала ще одне повне оновлення, що включає повністю перероблений екстер'єр із збереженням платформи, двигунів та інтер'єру попереднього покоління.
Доступні два двигуни, обидва є оновленими одиницями попередніх моделей Bora, з 1,6-літровим двигуном потужністю 110 к.с. 155 Нм і 1,4-літровим двигуном з турбонаддувом потужністю 131 к.с. 225 Нм. 1,6-літровий двигун поєднується з п'ятиступінчастою механічною коробкою передач або шестиступінчастою автоматичною коробкою передач, а 1,4-літровий турбодвигун поєднується з семиступінчастою коробкою передач DCT.
Це покоління все ще доступне в травні 2019 року як Bora Classic з трьома комплектаціями за ціною від 106 800 до 116 800 юанів (від 15 440 до 16 890 доларів США).

### Четверте покоління (з 2018)

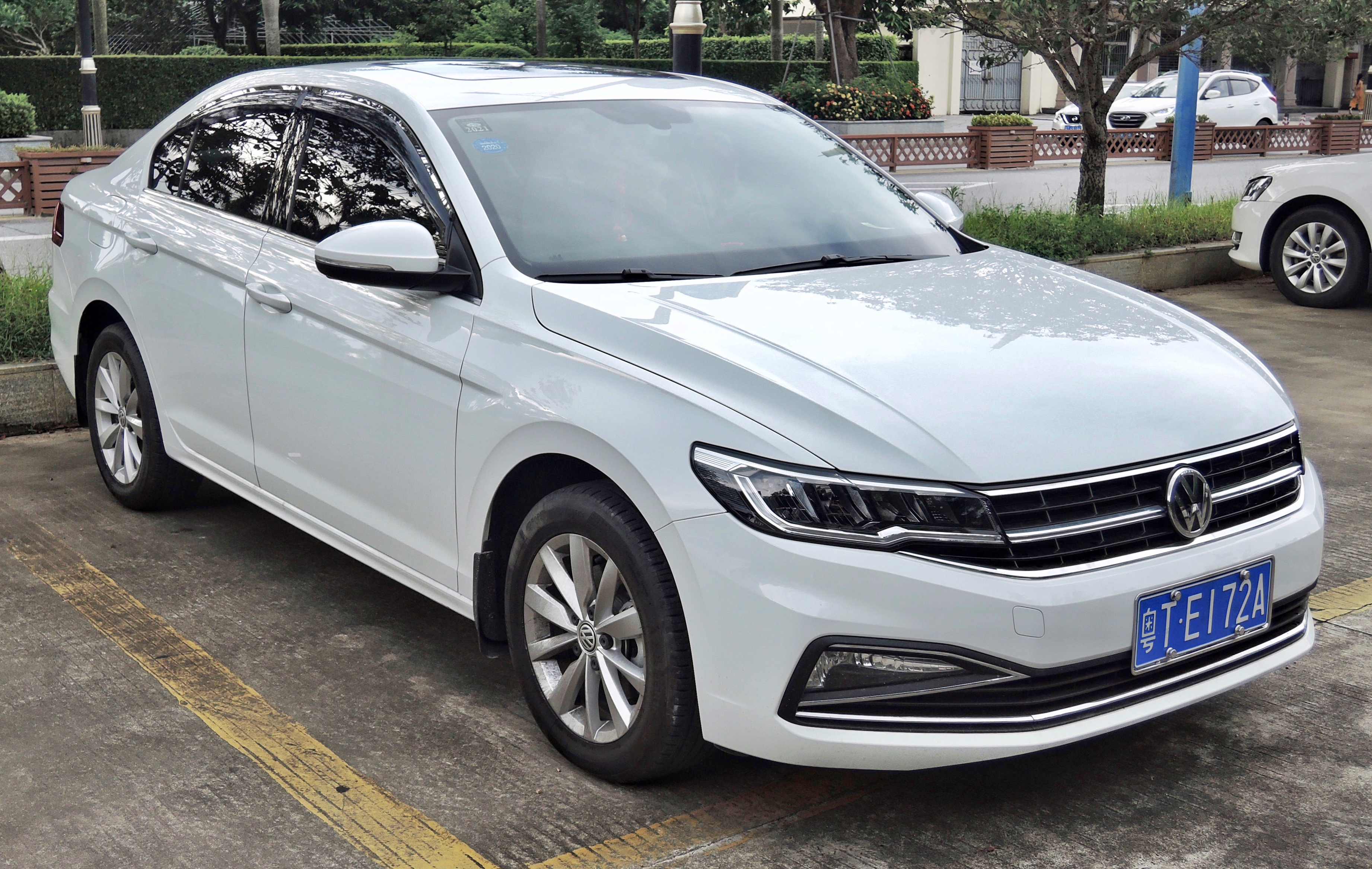
Volkswagen Bora IV (з 2018)

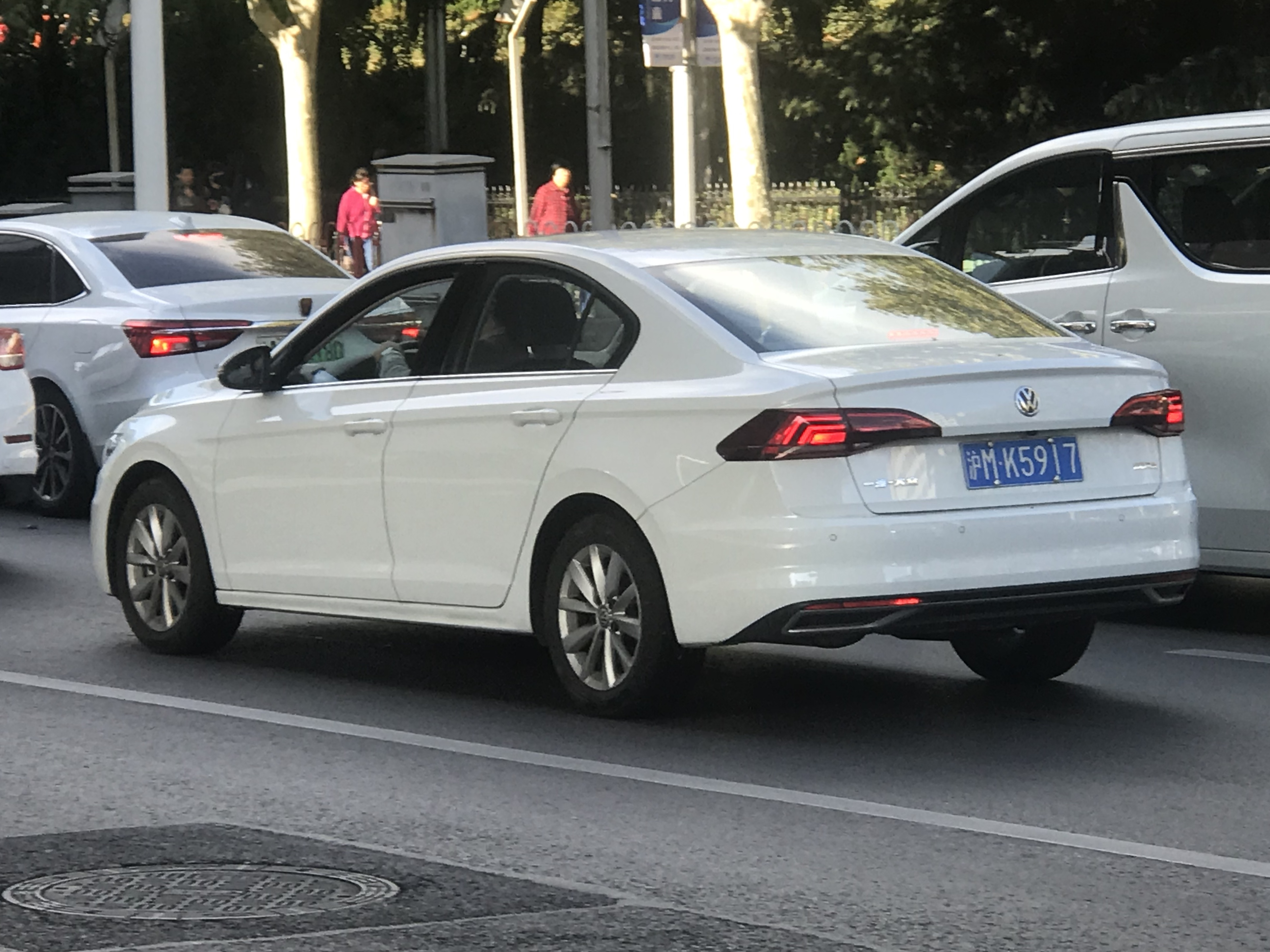

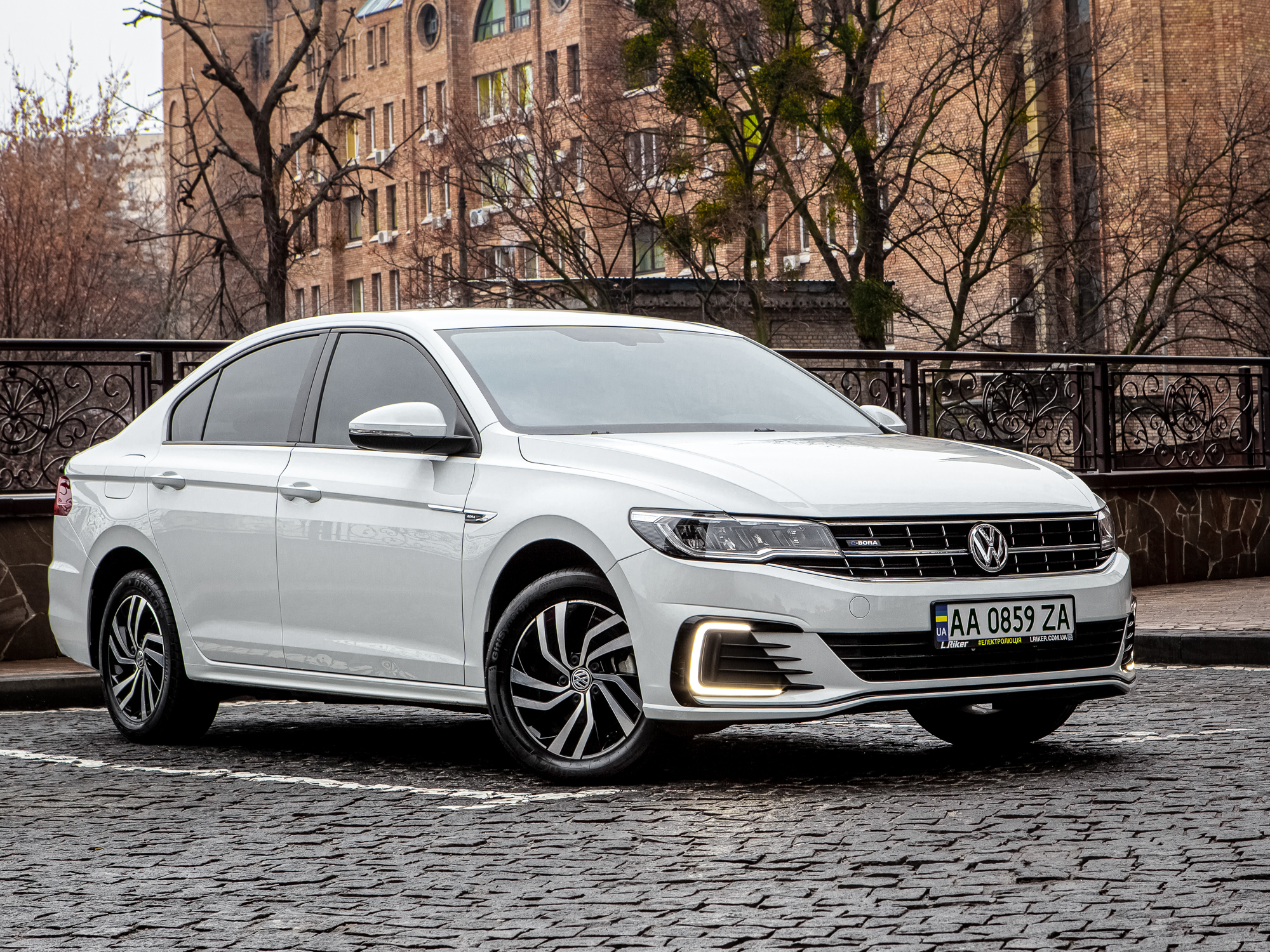
Volkswagen e-Bora

У квітні 2018 року FAW-Volkswagen представила новий седан Volkswagen Bora на платформі MQB. Нова модель має такі ж розміри, як і щойно представлений Volkswagen Lavida Plus, який також базується на платформі MQB. Новий Volkswagen Bora доступний на китайському автомобільному ринку у вересні 2018 року за ціною приблизно від 115 000 юанів.

#### e-Bora
З 2019 року на основі Volkswagen Bora четвертого покоління виготовили електромобіль Volkswagen e-Bora.

#### Двигуни
- 1.4 L EA211 I4
- 1.5 L EA211 I4

## Зноски
1. 1 2  Каталог Volkswagen Bora [Архівовано 8 серпня 2010 у Wayback Machine.] 24.10.2010
2. ↑  Як ми тестували Volkswagen Bora. automoto.ua. Архів оригіналу за 20 грудня 2016. Процитовано 19 грудня 2016.